# IS-IS
 је мрежни протокол рутирања.
Основна улога овог протокола је рачунање најкраће путање за мрежни пакет унутар аутономног система, а не између аутономних система. Због овога, IS-IS је интерни протокол рутирања IGP (енгл. Interior Gateway Protocol). Заснива се на Дајкстрином алгоритму.

## Историја
Зачет од фирме DEC (енгл. Digital Equipment Corporation), прве спецификације протокола су биле публиковане 1987. године под стандардом ISO 10589. Овај документ је наново публикован у спецификацији  1142.
У то време, IS-IS није имао никакву везу са Интернет протоколом (IP). Био је коришћен у OSI окружењу са CLNP протоколом (енгл. Connectionless Network Protocol). Две године након дефиниције подршке ИП стека у  1195 1990., Cisco Systems је имплементирао Integrated IS-IS или Dual IS-IS. Ова дуал-стек верзија подржава пренос оба типа пакета IP и CLNP.
IS-IS је кроз време доживео важна унапређења. Од 1999. IETF је преузео одговорност за његову стандардизацију. Два главна напретка која потичу од ове групе су: дефиницја структуре TLV (енгл. Type-Length-Value) и прецизна објашњења операционих функција, која су омогућила хомогеније имплеметације протокола. До тада су произвођачи имали већу слободу за различите интерпретације.

## Зоне
протокол је осмишљен да се користи у сложеним мрежама које се могу динамички развијати. Из тог разлога, аутономни систем, то јест IS-IS мрежни домен, организован је хијерархијски по зонама. То омогућава бољу контролу домена, мању табелу рута (мрежа) и самим тим брже функционисање рутера.
IS-IS зоне се могу сматрати као мали потскупови аутономног система. Притом, зоне су мрежни домени у техничком, а не административном смислу, јер нису резултат полиса, већ су једноставно граница једне групе рутера.
IS-IS рутер може функционисати унутар једне зоне или између више зона. Аналогија се може пронаћи у односу између IGP-EGP протокола рутирања. За разлику од OSPF рутера, IS-IS рутер припада једној и само једној зони.

## Нивои
рутер оперише y следећим нивоима:
- Ниво 0 : рутирање са крајњим уређајем (на пример сервер) ES (енгл. End System)
- Ниво 1 : (Н1) унутар зоне
- Ниво 2 : (Н2) између зона
- Ниво 3 : између мрежних домена, слично BGP протоколу

Већина имплементација овог протокола подржава само нивое 1 и 2. IS-IS рутер комуницира искључиво са рутерима који су у његовом нивоу. Рутери који имају улогу да оперишу у оба нивоа, означени су са Н1-2.
- Функције Н1 рутера су ограничене на једну засебну зону. Пакети који су упућени ка мрежи ван зоне, усмерени су до првог Н1-2 рутера.

- Рутирање међу зонама врши Н2 рутер. Он нема тополошке детаље унутар једне зоне.

- Н1-2 рутер је посредник између рутера Н1 и Н2. Он поседује информације оба нивоа, има карактеристике и способности оба типа рутера.

## Суседство
Сви рутери изграђују базе у којима су записане информације о топологији мреже. Рутери истог нивоа имају идентичну "мапу" мреже. Како би се ове тополошке базе изградиле, потребно је прво познавање непосредних веза. Тако се IS-IS рутер уз помоћ HELLO протокола прво упозна са својим директно везаним IS-IS суседима.
Непосредан IS-IS сусед мора бити истог нивоа. Такође, он дели исту мрежу (IP или CLNP). Другим речима, пакет од суседа до суседа пређе само један домен емисије.

### 
протокол има две основне улоге: откривање IS-IS суседа и одржавање суседских веза.
Стварање суседске везе се врши у три етапе:
- Рутер А шаље прву HELLO поруку иницијације.
- Прималац Б шаље потврду о првој примљеној поруци.
- Коначно, иницијатор А потрвђује успостављену суседску везу трећим пакетом.

Структура HELLO пакета зависи од типа везе:
- Ниво 1
- Ниво 2

### Псеудо чвор
протокол подржава два типа мреже: локалну LAN мрежу и Point-to-Point мрежу.
На локалној мрежи типа Етернет сви рутери су досежни у једном кораку (скоку). Рутер треба да склопи суседске односе са свим рутерима који деле његов мрежни сегмент. Дакле, сваки рутер мора склопити n-1 веза, где n представља укупан број рутера. Ово је илустровано на слици Без псеудо чвора.
Могуће је оптимизовати укупан број конекција, тако што се сви суседски односи остварују преко једног "имагинарног" чвора, то јест имагинарног рутера (слика Са псеудо чвором). Овим везивањем на имагинарни рутер, смањује се број конекција: колико има рутера у мрежи, толико има и веза.

### 
 је изабрани IS-IS рутер чија је одговорност да врши додатне функције у име псеудо чвора. То значи да се процеси псеудо чвора врше на изабраном рутеру, паралелно са процесима овог домаћина.
До бирања DIS рутера долази на локалним мрежама (LAN) од самог покретања процеса IS-IS. У функцији највише подешеног приоритета, бира се одговорни рутер. У одсуству приоритета, узима се за критеријум највећа бројна величина MAC физичке адресе. Обзиром да су тополошке базе одвојене по нивоу (Н1 и Н2), тако се и одабир врши независно за сваки ниво. На пример, Н1-2 рутер може бити изабран два пута као DIS - у оба нивоа.
При свакој промени мрежне топологије, процес бирања се понавља. То значи да уколико се повеже нови рутер са већим приоритетом, он аутоматски преузима улогу одговорног рутера. Такође, уколико се одговорни рутер искључи из мреже, не постоји његов заменик који би преузео одговорност, већ се мора извршити нова селекција. Ове две карактеристике, преемптивност и непостојање заменика део су кључних разлика у односу на OSPF протокол.

## Структура Пакета
комуницира уз помоћ три типа пакета:
- Hello
- LSP
- SNP

Структура сваког пакета је подељена у три поља TLV (енгл. Type / Length / Value):
- Type: идентификује тип пакета
- Length: величина података коју носи пакет
- Value: садржи податке

## Метрике
Четири метрике су дефинисане:
- Основна, подразумевана метрика (енгл. Default)
- Закашњење : кашњење пакета у преносу
- Трошак : монетарна вредност мрежног преноса
- Грешка : вероватноћа појављивања грешке у преносу података

Од ових метрика, користи се пре свега основна метрика. Она се изражава у позитивном, целом броју и најчешће означава пропусни капацитет везе. Њена је вредност произвољно додељена IS-IS везама од стране администратора. Што је вредност мања, то значи да је веза боља.

## Тополошка база података
Поред тога што IS-IS рутер ажурира информације о својим суседским везама, он такође дели те информације са свим другим рутерима из своје зоне (истог нивоа). Захваљујући овој расподели информација, изгради се тополошка база података. Та база је глобална визија мреже, једнака код свих рутера који су учествовали у њеном формирању. Уз помоћ Дајкстриног алгоритма, из ове се базе изведу засебне табеле рутирања, јединствене за сваки рутер.

### 
, то јест пакети стања везе, праве и одржавају тополошке базе података. Од покретања протокола прво се врши истовремена емисија пакета. Она има за циљ да поплави зону (енгл. flooding) како би сваки рутер добио све тополошке податке. 
Обзиром да је IS-IS подељен по нивоима, LSP пакети су одговорни за постојање две тополошке базе и деле се на:
- Ниво 1
- Ниво 2

LSP носи у себи више од пуке информације о стању везе. Он садржи идентификацију рутера, свој редни број пакета, свој животни век, као и руте (адресе мрежа) са њиховим метрикама.
Улога SNP пакета (енгл. Sequence Number Packets) је синхронизација топлошке базе података. Размењује се у следећим форматима:
-
  -  Ниво 1
  -  Ниво 2
-
  -  Ниво 1
  -  Ниво 2

CSNP, или комплетни SNP, служи за пренос свих заглавља тополошке базе података.
PSNP, или парцијални SNP, служи за:
- захтев за новији LSP пакет
- потврду о примљеном LSP пакету

## Адресирање
Независно од протокола мреже (IP ili CLNP), IS-IS користи ISO адресирање. Од самог почетка, овај протокол рутирања је предвиђен за подршку великог адресног простора. Тако једна ISO адреса има 160 бита, што је за целих 32 бита више од IPv6 адресе.

### 
 је мрежна адреса која на јединствен начин идентификује један систем OSI (енгл. Open Systems Interconnection). Подељена је у два семантичка дела: IDP и DSP:
Ова основна подела адресе има хијерархијски значај:
- служи за идентификацију OSI аутномоног система
- се користи унутар OSI аутномоног система

Адреса је даље подељена у шест поља. Ово је представљено у табели испод:
| IDP | IDP | DSP    | DSP | DSP  |
| --- | --- | ------ | --- | ---- |
| AFI | IDI | HO-DSP | SID | NSEL |

- AFI - административно тело које додељује адресу и формат IDI поља
- IDI - OSI мрежни домен и тело које додељује DSP вредности

- HO-DSP (енгл. High Order DSP) - означава IS-IS зону
- SID - једниствена идентификација система (често је то MAC физичка адреса)
- NSEL - ова вредност означава сервис вишег слоја ОСИ модела

IS-IS рутер користи једну NET (енгл. Network Entity Title) адресу за идентификацију на мрежи. Ова виртуелна адреса нема никакву везу са физичким интерфејсима рутера (илустровано на графику десно).
NET адреса је заправо NSAP адреса чије NSEL поље носи x00 бајт - нула вредност. Ово је логично, обзиром да се ради о рутеру који не функционише у вишим слојевима ОСИ модела.

## Интерна функција протокола
Следеће табеле, то јест базе података су изграђене у току операције IS-IS протокола:
- : база физичких веза
- : база суседа (нивои 1 и 2)
- : тополошка база (нивои 1 и 2)
- : привремене табеле које се користе током рачунања табеле рутирања
- : табеле рутирања

Операција протокола је организована у четири процеса:
- : стварање, подела и ажурирање тополошке базе
- : усмеривање (рутирање) података
- : прихватање података и у функцији њиховог типа, прослеђивање једном од два претходна процеса
- : изградња табеле рутирања помоћу Дајкстриног алгоритма